# شهرستان جم

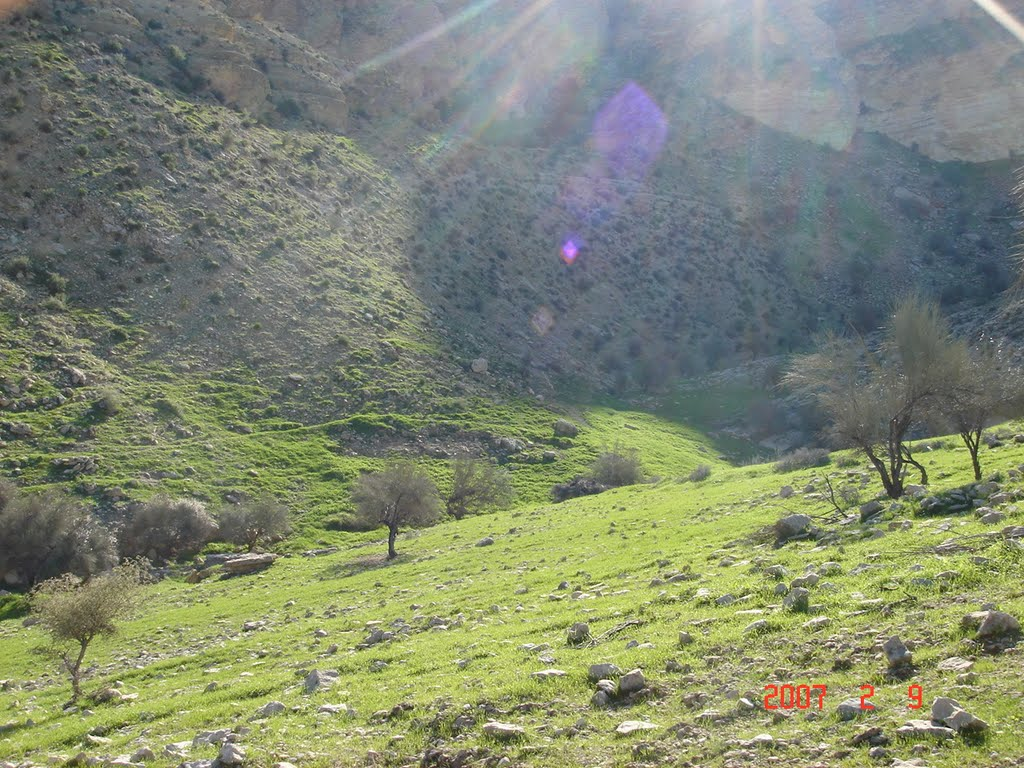
طبیعت کنارشی شهرستان جم

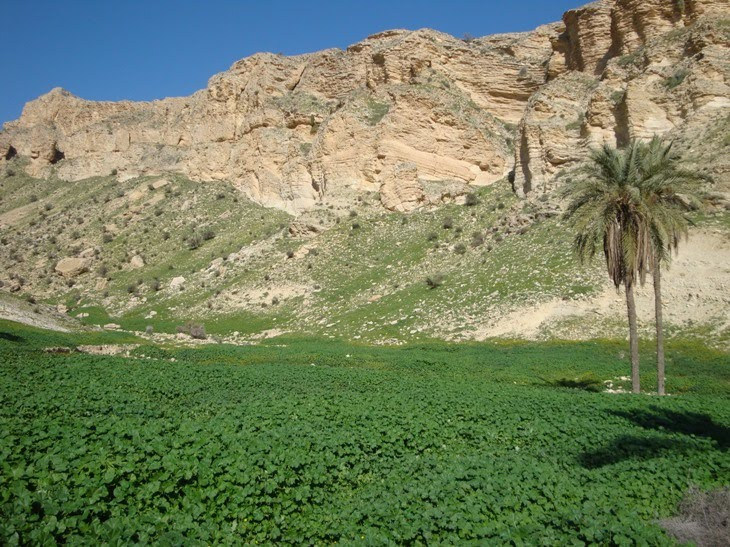
طبیعت کنارشی بهرباغ شهرستان جم

شهرستان جَم یکی از شهرستان‌های استان بوشهر در جنوب ایران است. مرکز این شهرستان، شهر جم است.
فاصله شهر جم تا مرکز استان بندر بوشهر ۲۶۵ کیلومتر می‌باشد. این شهرستان از نظر موقعیت جغرافیایی با فاصله ۲۵ کیلومتری از خلیج فارس مابین سه مرکز استان، یعنی شهرهای بندر بوشهر، بندر عباس و شیراز قرار دارد.

## موقعیت
این شهرستان از شرق و شمال‌شرقی به شهرستان مهر در استان فارس، از جنوب به شهرستان عسلویه و از جنوب‌غربی به شهرستان کنگان و از شمال به شهرستان دشتی و شمال‌غربی شهرستان دیر محدود می‌شود.

## ارتباطات
این شهرستان از یک طرف، از طریق بزرگراه عسلویه - جم - فیروزآباد - شیراز به شهرستان‌های مُهر، خنج، فراشبند، فیروزآباد و شیراز از توابع استان فارس متصل و از طرف دیگر، از طریق بزرگراه جم ـ عسلویه و جم - کنگان، به منطقهٔ ویژه اقتصادی انرژی پارس (شهرستان عسلویه و شهرستان کنگان) به عنوان قطب اقتصادی - انرژی ایران متصل شده است و از طرف شمال و شمال غربی منتهاالیه انارستان از طریق جاده سرچشمه - باغان به شهرستان دشتی و از طریق جاده انارستان - دوراهک به شهرستان دیر ارتباط دارد. راه و شریان اصلی ارتباطی شهرستان جم به مرکز استان (بندر بوشهر) هم بزرگراه جم - کنگان - خورموج - بوشهر می‌باشد.

## اقتصاد
محرک اولیه اقتصاد کلان شهرستان جم احداث شرکت پالایش گاز فجر جم می‌باشد که در سال ۱۳۶۹ به بهره‌برداری رسید و به عنوان بزرگ‌ترین پالایشگاه گاز خاورمیانه نقش مهمی در سبد انرژی کشور ایفا نمود. وجود منابع کاریِ فراوان در این منطقه مانند شرکت‌های تابعه وزارت نفت و چندین شهرک مسکونی شامل شهرک توحید، تندگویان و پردیس، جم را به یک شهرستان مهاجرپذیر تبدیل کرده است که نتیجه آن ورود فرهنگ‌های گوناگون به این منطقه است. شهرستان جم در سال‌های اخیر پیشرفت چشمگیر اقتصادی داشته است.

## ویژگی‌های جغرافیایی
این منطقه با قرارگیری در ارتفاع ۷۰۰ متری از سطح دریا و در نزدیکی خلیج فارس، آب و هوای گرم که دمای مناسب جهت پرورش گیاهان و درختان مناطق گرمسیری مانند نخل و مرکبات و… فراهم آورده است. اختلاف دمای هوا با کنار ساحل خلیج فارس که در برخی از روزهای سال تا ۱۰ درجه سانتیگراد می‌رسد و همچنین رطوبت ملایم آن، این منطقه را به یکی از خوش آب و هواترین مناطق جنوب ایران تبدیل نموده است.
جم از مناطق کوهستانی و خوش آب وهوای استان بوشهر است. بخش ریز که از توابع این شهرستان است دارای هوایی خوب و طبیعت و باغ‌ها و مزارع دیدنی است.

## توابع
این شهرستان دارای دو بخش جم و بخش ریز، سه شهر: جم و ریز و انارستان، پنج دهستان: (جم- کوری حیاتی - انارستان - تشان - ریز) می‌باشد.
همچنین مرکز این شهرستان یعنی شهر جم نیز از چندین روستای بزرگ (محله) شکل گرفته است که عبارت‌اند از: ولایت - خواجه احمدی - قلعه کهنه و مالچه.
از نظر وسعت بخش ریز از بخش جم بزرگ‌تر است اما از لحاظ جمعیت و تراکم جمعیتی بخش جم جمعیت بیشتری را در خود جای داده است. هم‌اکنون با توجه به سکونت خانواده‌های کارکنان بخش‌های مختلف صنعتی شاغل در عسلویه، جمعیت این شهر به شکل چشم‌گیری در حال افزایش است.
روستای بهرباغ با جمعیتی بالغ بر ۴۰۰۰ نفر بزرگ‌ترین روستای شهرستان و از بزرگ‌ترین روستاهای استان می‌باشد.

## تقسیمات کشوری
شهرستان جم شامل ۲ بخش، ۵ دهستان و ۴ شهر به شرح زیر است:

### شهرستان جم
| بخش   | مرکز بخش | جمعیت بخش ۱۳۹۵ | نام دهستان | مرکز دهستان | جمعیت دهستان ۱۳۹۵ | شهر          | جمعیت شهر ۱۳۹۵       |
| ----- | -------- | -------------- | ---------- | ----------- | ----------------- | ------------ | -------------------- |
| مرکزی | جم       | ۵۷٬۰۳۷ نفر     | جم         | جم          | ۱۵٬۱۰۰ نفر        | جم بهارستان  | ۳۱٬۴۳۶ نفر ۵٬۹۸۹ نفر |
| مرکزی | جم       | ۵۷٬۰۳۷ نفر     | کوری       | کوری حیاتی  | ۴٬۵۱۲ نفر         | جم بهارستان  | ۳۱٬۴۳۶ نفر ۵٬۹۸۹ نفر |
| ریز   | ریز      | ۱۲٬۹۷۳ نفر     | تشان       | تشان        | ۴٬۰۳۱ نفر         | انارستان ریز | ۳٬۴۰۰ نفر ۳٬۲۸۲ نفر  |
| ریز   | ریز      | ۱۲٬۹۷۳ نفر     | ریز        | ریز         | ۱٬۵۹۴ نفر         | انارستان ریز | ۳٬۴۰۰ نفر ۳٬۲۸۲ نفر  |
| ریز   | ریز      | ۱۲٬۹۷۳ نفر     | انارستان   | انارستان    | ۶۶۶ نفر           | انارستان ریز | ۳٬۴۰۰ نفر ۳٬۲۸۲ نفر  |

## جمعیت
براساس سرشماری عمومی نفوس و مسکن در سال ۱۳۹۵، جمعیت شهرستان جم برابر با ۷۰٬۰۵۱ نفر بوده است.

## مردم‌شناسی
مردم شهر تقریباً همه از اقوام ایرانی از فارس زبان، و بختیاری زبان و … در شهرستان جم وجود دارد
در شهر جم، گویشی به نام گویش جمی وجود دارد که در ادامه زبان پهلوی در مناطق جنوبی رایج شده است. در این گویش خاص، اصطلاحات کشاورزی و دامپروری بسیار متفاوت از فارسی معیار است به گونه‌ای که می‌توان گفت یکی از روان‌ترین و اصیل‌ترین لهجه‌های زبان فارسی، در این شهر شنیده می‌شود. از ویژگی‌های منحصر به فرد این گویش آن است که کلمات را بدون تبدیل (الف) به (و) در روزمره به کار می‌گیرند، مانند: خانه‌مان، کارمان، خودشان و

### مذهب
با وجود اینکه جم در ناحیه‌ای میان شهرستان‌های سنی‌نشین جنوب استان فارس و بوشهر واقع شده است ولی مردم بومی این شهرستان، عمدتاً شیعه هستند با این همه در میان شهرک‌نشینان جمعیت چندی از اقلیت‌های زرتشتی، مسیحی و یهودی و نیز اهل سنت زندگی می‌کنند. در سالهای نه چندان دوری نیز یهودیان بسیاری در جم زندگی می‌کرده‌اند که چندین سال پیش به‌طور گروهی به اسرائیل مهاجرت کردند.

## اشخاص برجسته
- فاضل جمی: از آثار وی کتاب منشات فاضل می‌باشد. آرامگاه وی در مسجد حاج شیخ شهر جم است.
- آیت الله سیدجلال سجادی زاده:اولین امام جمعه شهرستان کنگان و از افراد پر نفوذ در حوزه های علمیه ایران و مورد اعتماد مراجع شیعه
- محمد علی خان پریشان: خان جم در دوره ناصرالدین شاه قاجار، ساخت حمام و حسینیه شاه نشین اولین حسینیه جم
- سرهنگ پاسدار سیدحسین سجادی زاده:از اولین فرماندهان جنگ ایران و عراق و از افرادی که در آزادسازی خرمشهر نقش پر رنگی داشت (معروف به تکاور جنوبی)
- عبدالله کامران: مؤسس اولین مدرسه در جم
- حاج مظفر بزرگ: واقف و ساخت آسیاب و حفر چندین قنات
- علی کامران: شهردار سابق شیراز

## نقاط دیدنی
کوه پردیس (پدری) - باغ‌های لیمو و زیتون - روستاهای تاریخی باریکان (جم) و حسین‌آباد (بخش مرکزی جم) و رشته قنات‌ها و آسیاب‌های با قدمت و شبکه‌های منحصر بفرد آبرسانی - روستای تاریخی و کوهستانی حرمی اناری - باغستان‌های سورگو - تنگ گرو - آب سبز (اُو سُوز) - باغ‌های انار قلعه باغ (انارستان) - نخلستان‌های گلستان (انارستان) - پیر بی‌بی بانو - پیر بیراهه آبگرمک (امامزاده جعفر)(باغها و آبشارهای زیبا) - جنگل گلوبردکان ریز (یک جنگل انبوه با رودی نسبتاً دائمی که از میان آن می‌گذرد و در محدودهٔ شهر ریز و روستای حسین‌آباد محاط شده است) - مناظر زیبای گود لح (چشم‌اندازهایی زیبا در پشت کوه‌های بهرباغ و علی‌آباد) - حمام قاجاریه - روستای بسیار زیبای بابامبارکی - آسیاب علی‌آباد (طاحونهٔ حاجی مظفر) - رشته قنات قره چناق - تنگ حنا - بنو تنگمان (تنگمان-جمال آباد)، (با جنگلی از درختان نخل، بیشه، بید، کنار، و..) - چشمه کلاتو (تنگمان-جمال آباد) - طاقو - حنوط - باغ پدری - سی سواران - باغ‌های بیدخوار، نرگسی، بیدبلند، کوری، منظر، حاجی‌آباد، صیدی، پهگو، فرامرزی، انارستان و دیگر روستاهای زیبای جم و ریز - مناطق باستانی دایو و گلوقلات (گیر کلات) - پیر گلدسته - سد و گورستان تاریخی و باغ‌های روستای غربه - بناهای تاریخی روستای حرمیک - رشته قنات قدیمی روستاهای تشان و دره بان. زیارتگاه کوهستانی قدمگاه و دره زیبای مجاور روستای دره پلنگی و قنات باستانی پدری و بینجیشکو از نقاط دیدنی این شهرستان است.

## اماکن فرهنگی

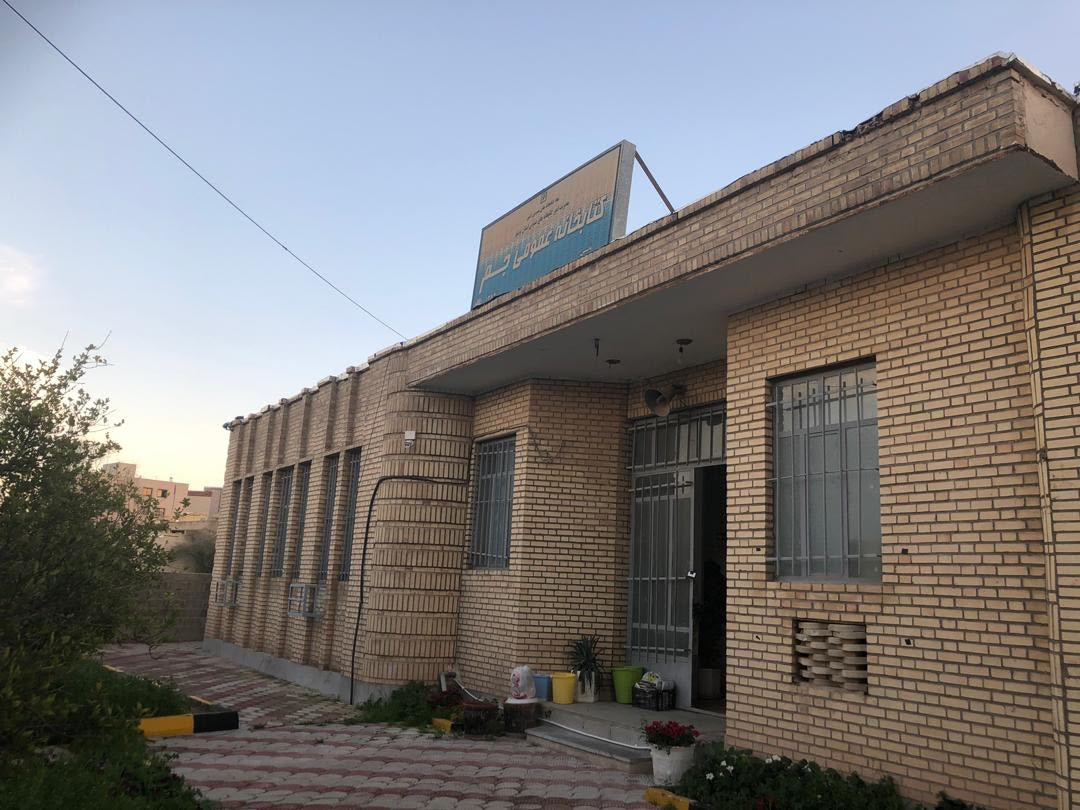

- گذرگاه‌های فرهنگی بومی جم

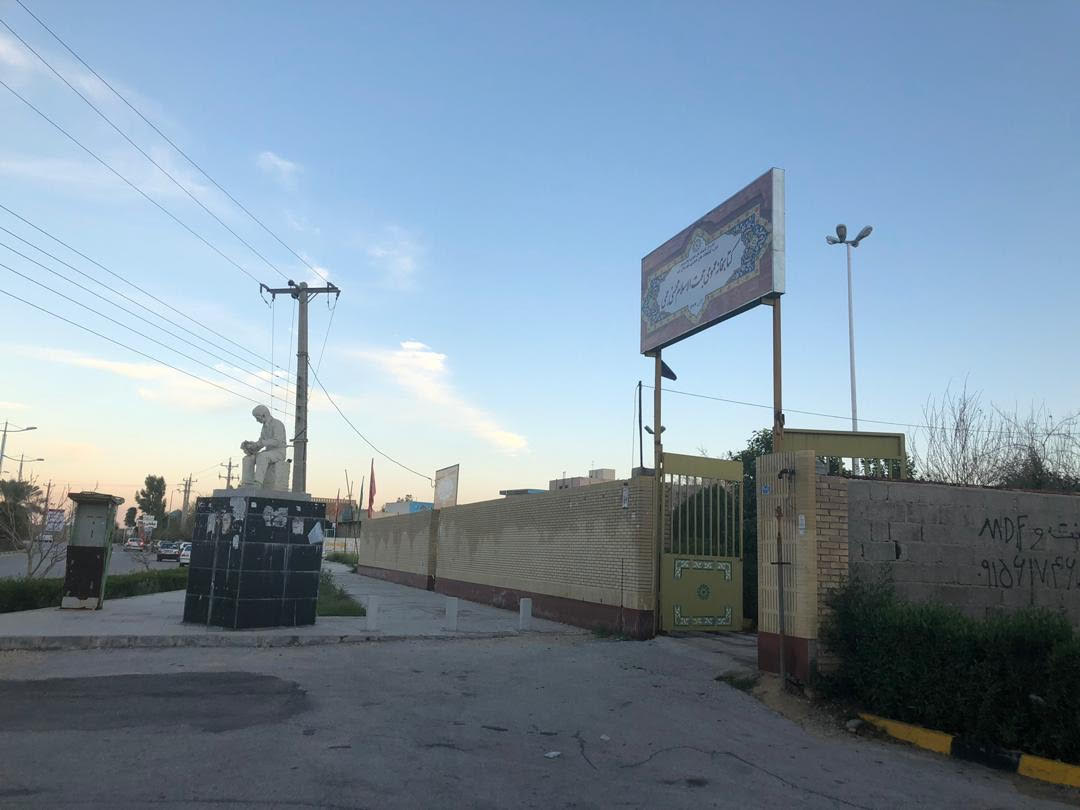

- کتابخانه عمومی جم (محسنی جمی): این کتابخانه عمومی با بهره‌گیری از مخزنی غنی از کتاب‌های متعدد در حوزه‌های مختلف، در مجاورت بلوار ولیعصر جم است. نمای بیرونی کتابخانه عمومی جم که با استفاده از «تندیس کودک در حال مطالعه» در مقابل گذرگاه آن، احساس پیوند فضای بیرونی با فضای داخلی این مکان فرهنگی را برای عابران و رهگذران تداعی می‌کند.
- سالن آمفی تئاتر روباز جم
- سینمای تندگویان
- فرهنگ سرای تند گویان
- سینمای دیجیتال توحید
- پارک جام جم

### بناهای تاریخی شهرستان جم
- بناهای تاریخی شهرستان جم حمام محمد علی خان پریشان جمی
- قلعه سی سواران در جم (از این قلعه تنها دیواره‌هایی مخروبه بر جای مانده است)
- سدهای آبی ساخته شده از سنگ و ساروج (در دایو، گیرکلات و…) این سدها شکوه تمدنی در هزاران سال قبل را نشان می‌دهد.
- آسیاب‌های آبی ساخته شده از سنگ و ساروج (در دایو، گیرکلات و…).
- آسیاب تاریخی حرمی اناری (انارستان)
- تراشه‌های سنگی سورگو (ریز)
- قلعه حرمیک

## دانشگاه‌های شهرستان
- دانشکده فنی و مهندسی جم
- دانشگاه پیام نور
- دانشگاه آزاد اسلامی جم